# ستوكتون الشمالية (دائرة انتخابية في المملكة المتحدة)
ستوكتون الشمالية (بالإنجليزية: Stockton North)‏ هي إحدى الدوائر الانتخابية في المملكة المتحدة الممثلة في مجلس العموم في برلمان المملكة المتحدة.
عضو البرلمان الذي يمثلها حالياً هو :Frank Cook (Lab).